# Koundi et le Jeudi national
Pour plus de détails, voir Fiche technique et Distribution.
Koundi et le Jeudi national est un film documentaire camerounais réalisé en 2010.

## Synopsis
Koundi est un grand village de 1 200 habitants dans l'Est du Cameroun. Conscients de leur richesse forestière, les villageois ont l’idée de l’utiliser pour lutter contre la pauvreté. C’est pourquoi ils s’organisent en groupement d’intérêt communautaire et entreprennent de créer une cacaoyère de plusieurs hectares afin d’assurer leur autonomie. Ils instituent ainsi un « jeudi national » : un jour par mois, ils travaillent à la création d'une cacaoyère. La vie au village est vue sous le prisme de l'autogestion.

## Fiche technique
- Réalisation : Ariani Astrid Atodji
- Production : Goethe Institut
- Scénario : Ariani Astrid Atodji
- Image : Isabelle Casez
- Montage : Mathilde Rousseau Sebastian Winkels
- Son : Sebastian Kleinloh

## Récompenses et nominations
- Festival international du film de Dubaï 2010 : prix spécial du jury
- Festival international du film francophone de Namur 2011 : nommé dans 4 catégories[1]
- Cinéma du réel - Festival International de Films Documentaires de la BPI (Paris) 2011 : nommé dans 2 catégories [2]
- Africa Movie Academy Award du meilleur film documentaire 2011.